# 聖佩德羅山 (瓜達拉馬山脈)
40°43′45″N 3°42′37″W / 40.72917°N 3.71028°W

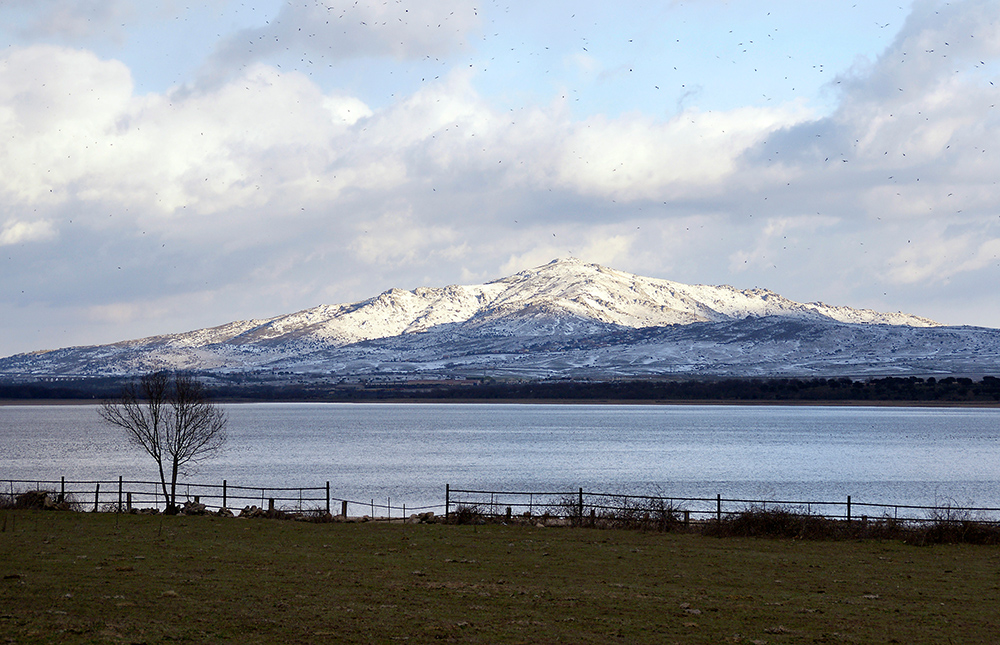

聖佩德羅山是西班牙的山峰，位於該國中部馬德里自治區，處於伊比利亞半島，屬於中央山脈中瓜達拉馬山脈的一部分，海拔高度1,425米。

## 描述
这座山峰以其非凡的景观而闻名，因为与瓜达拉马山脉（例如佩尼亚拉拉山脉或卡贝萨斯德耶罗山脉）的高海拔地区相比，它处于相对平坦的地区。 从山顶您可以看到瓜达拉马山脉的北部和西部，其中包括库尔达拉尔加山脉或莫库埃拉山脉，莫库埃拉港口穿过该山脉。 虽然您还可以欣赏马德里的瓜达拉马山脉，向南可以看到西班牙首都马德里的天际线。 其海拔高度达1425米。
夏天，由于植被非常稀少，这座山呈现出一种非常特殊的全黄色。 南边是旧科尔梅纳尔镇，东边是佩德雷苏埃拉和黑山城市化区，西边是索托德尔雷亚尔，北边是瓜达利克斯德拉谢拉，这些城镇环绕着这座山。 只有一条公路穿过西坡的圣佩德罗山，那就是 M-625 高速公路，从老养蜂场到 瓜达利克斯-德拉谢拉 地区。